# Johann von Berger
Johann von Berger, též Johann Nepomuk Berger nebo Johann Nepomuk von Berger (16. září 1816 Prostějov – 9. prosince 1870 Vídeň), byl rakousko-uherský, respektive předlitavský politik, v letech 1867–1870 ministr bez portfeje Předlitavska.

## Biografie
Pocházel z rodiny správce lichtenštejnských statků. Studoval v Olomouci a pak právo, matematiku a astronomii na Vídeňské univerzitě, kde roku 1841 získal titul doktora filozofie. Od roku 1844 vyučoval na škole Theresianum a publikoval právní odborné články i beletrii (pod pseudonymem Sternau). V roce 1848 se zapojil do revoluce a byl zvolen za poslance celoněmeckého Frankfurtského parlamentu. Zde patřil mezi hlavní řečníky liberální levice a odmítal nabídku postu německého císaře pro pruského krále. V říjnu 1848 hlasoval ve Frankfurtu pro část ústavy navrhovaného německé říše, v níž se odmítalo spojení říše s oblastmi mimo původní teritorium Německého spolku, čímž fakticky podpořil rozbití Rakouského císařství na západní oblasti (alpské a české země), jež se měly připojit k Německu, a zbylá území.
Po potlačení revolučního hnutí pracoval jako advokát ve Vídni. Po obnovení parlamentního života se roku 1861 stal poslancem Dolnorakouského zemského sněmu a od roku 1863 zasedal i na Říšské radě. Byl také členem městské rady ve Vídni. Na Říšskou radu byl zvolen Dolnorakouským zemským sněmem i v roce 1867 (celostátní zákonodárný sbor tehdy ještě nebyl volen přímo, ale tvořen delegáty jednotlivých zemských sněmů) za kurii měst a tržních osad, obvod Vídeň. Setrval zde do konce funkčního období sněmovny do roku 1870.
V 1. polovině 60. let 19. století odmítal spojenectví Rakouska s Pruskem. Řadil se tehdy mezi mluvčí rakouskoněmeckých liberálů. Na Říšské radě prosazoval rozšíření parlamentního charakteru rakouského politického systému a roku 1865 podal návrh, aby vládní nařízení vždy zpětně podléhala schválení Říšskou radou. Tento návrh prošel velkou většinou hlasů a byl porážkou pro tehdejší vládu, byť fakticky nebyl implementován, protože podléhal schválení Panské sněmovny (horní komory), která ho odložila.
Po rakousko-uherském vyrovnání se objevil 30. prosince 1867 jako člen vlády Karla von Auersperga na pozici ministra bez portfeje Předlitavska. Portfolio si udržel do 15. ledna 1870. Ve vládě patřil podobně jako Karl Giskra, Eduard Herbst nebo Ignaz von Plener mezi reprezentanty sociálně soudržné skupiny rakouskoněmeckých intelektuálů měšťanského původu (šlechtický titul získal až roku 1870). Názorově se od nich ale odlišoval v postoji k státoprávním otázkám. Předložil vládě memorandum za řešení otázek národnostních menšin, ale vláda, v níž převládali stoupenci centralisticky orientovaných rakouskoněmeckých liberálů, kteří odmítali větší pravomoci historických zemí a české státoprávní aspirace, toto memorandum nepřijala. Podal pak demisi a vláda skončila.